# Protobothrops mangshanensis
Espèce
Synonymes
- Trimeresurus mangshanensis Zhao, 1990
- Ermia mangshanensis (Zhao, 1990)
- Zhaoermia mangshanensis (Zhao, 1990)

Statut de conservation UICN

 EN B1ab(v)+2ab(v) : En danger
Protobothrops mangshanensis, communément appelé le Crotale de Mangshan, est une espèce de serpents de la famille des Viperidae.

## Description
C'est un serpent venimeux mesurant 2 mètres de long. Il se nourrit d'insectes, de grenouilles, d'oiseaux et de rats. Il utilise sa queue pour attirer ses proies. Il est ovipare.

## Répartition
Cette espèce est endémique de la République populaire de Chine. Elle se rencontre entre 800 et 1300 mètres d'altitude dans les provinces du Hunan et du Guangdong.

## Publication originale
- Zhao & Chen, 1990 : « Description of a new species of the genus Trimeresurus ». Sichuan Journal of Zoology, vol. 9, no 1, p. 11-12 (lire en ligne).